# Torsten Albig
Torsten Albig (ur. 25 maja 1963 w Bremie) – niemiecki polityk, prawnik i samorządowiec, działacz Socjaldemokratycznej Partii Niemiec (SPD), w latach 2009–2012 burmistrz Kilonii, od 2012 do 2017 premier Szlezwika-Holsztynu.

## Życiorys
W 1982 wstąpił do Socjaldemokratycznej Partii Niemiec. Na Uniwersytecie w Bielefeld ukończył historię i socjologię (1984), a następnie także prawo (1991). Pracował w administracji regionalnej. Był m.in. wicedyrektorem Landesfinanzschule Schleswig-Holstein, instytucji kształcącej kadry administracji skarbowej w Malente. Zasiadał w radzie miejskiej Lütjenburga. W 1994 został urzędnikiem w przedstawicielstwie swojego kraju związkowego w Bonn. W latach 1996–1998 był etatowym pracownikiem partii zatrudnionym w gabinecie jej przewodniczącego Oskara Lafontaine'a. Następnie do 2001 pełnił funkcję rzecznika prasowego federalnego ministra finansów, po czym przez rok kierował departamentem prasowym Dresdner Banku. Od 2002 do 2006 był radnym Kilonii, pełniącym jednocześnie funkcje w zarządzie miasta, gdzie odpowiadał za sprawy wewnętrzne, porządek publiczny i obywatelstwo. W latach 2006–2009 ponownie zajmował stanowisko rzecznika prasowego niemieckiego resortu finansów.
W 2009 objął urząd burmistrza Kilonii. W wyborach regionalnych w 2012 został wybrany do landtagu, a po zawarciu koalicji przez SPD, Zielonych oraz Związek Wyborców Południowego Szlezwiku powołany na premiera kraju związkowego Szlezwik-Holsztyn. W 2017 utrzymał mandat poselski, kierowani przez niego socjaldemokraci przegrali jednak wybory w landzie z chadekami i nie zdołali odnowić koalicji. W czerwcu 2017 na stanowisku premiera zastąpił go Daniel Günther.

## Życie prywatne
Torsten Albig ma dwoje dzieci. W 2016 rozstał się ze swoją żoną.